# 묘기당구

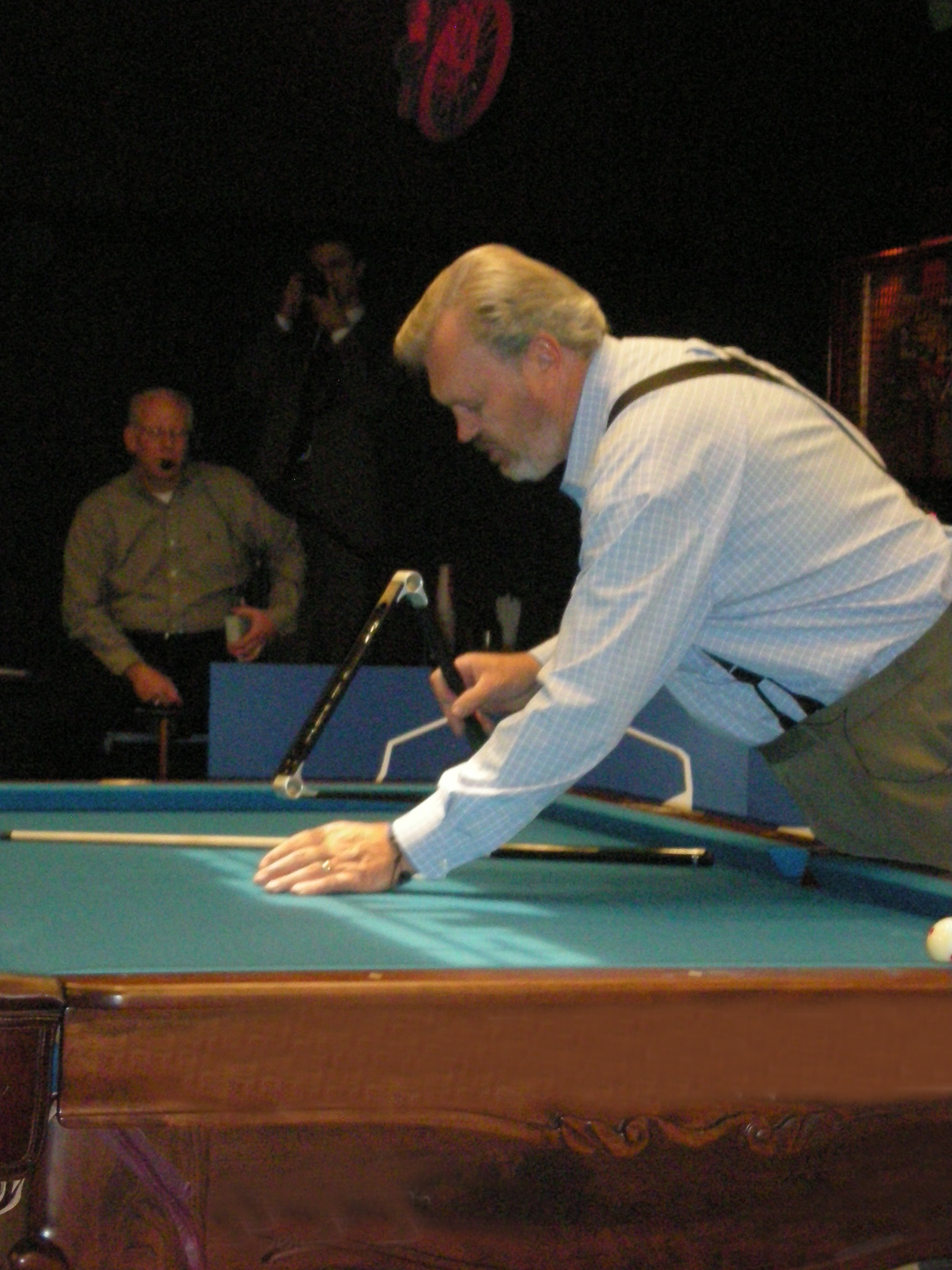
묘기당구 세계 챔피언 마이크 매시가 당구대를 세팅하고 있다.

묘기당구(trick-shot)는 당구대 위에서 당구공과 각종 기물을 이용해 불가능하거나 또는 매우 어려워 보이는 온갖 묘기를 선보이는 것이다.